# Dzjanis Saščėka
Dzjanis Vasil'evič Saščėka (in bielorusso Дзяніс Васільевіч Сашчэка?; Asipovičy, 3 ottobre 1981) è un ex calciatore bielorusso, di ruolo centrocampista.

## Carriera

### Nazionale
Ha partecipato agli Europei Under-21 del 2004; tra il 2004 ed il 2005 ha giocato invece complessivamente 5 partite nella nazionale maggiore bielorussa.